# Milagros Hernández Calvo
Milagros Hernández Calvo (Madrid, 1952) és una treballadora social, sindicalista i política espanyola.

## Biografia
Nascuda a Madrid el 1952. Forjada en la lluita pels drets socials, va ser integrant del Comitè d'Empresa de Standard Elèctrica. Va participar en les I Jornades de la Dona Treballadora de Standard Elèctrica al març de 1977, al costat d'altres sindicalistes com Ana Pardo, Raquel Soto, Milagros Hernández, Blanca Manglano, Ascen Martín i Lolita Coy.
Treballadora social de professió, va ser el número 12 de la candidatura d'Esquerra Unida (IU) per a les eleccions municipals de 1991 a Madrid. També es va presentar al lloc 8 de la llista d'IU per a les eleccions generals de 2000 en la circumscripció de Madrid.
Impulsora del Foro Social de Madrid, va ser un dels membres d'IU participants en l'agenda de mobilitzacions del Fòrum Social Europeu.
Va ser triada regidora per IU a les eleccions municipals de 2007 a Madrid. Revalidaria la seva acta de regidora a les eleccions municipals de 2011, en què va concórrer com a número dos de la llista d'IU. Secretària general del Grup Municipal d'Esquerra Unida a l'Ajuntament, va ser apunyalada pel seu fill el 25 de març de 2011, ingressant amb pronòstic greu a l'Hospital Gregorio Marañón. Es va reincorporar un mes més tard.
Després del seu pas pel consistori de la capital espanyola va ser elegida regidora de l'Ajuntament de Burgohondo.